# Jean Romain
Pour les articles homonymes, voir Romain.
Jean Romain, de son nom complet Jean Romain Putallaz, né le 9 novembre 1952 à Sion, est un enseignant de philosophie retraité, écrivain et homme politique suisse, membre du Parti libéral-radical.

## Biographie

### Origines, nom et famille
Jean Romain Putallaz naît le 9 novembre 1952 à Sion, dans le canton du Valais. Il est le frère aîné du philosophe François-Xavier Putallaz.
Il abandonne son patronyme en 1986, pour la parution de son premier roman, afin d'éviter toute confusion avec son frère.
Il est marié à une kinésithérapeute et père de deux enfants.

### Études
Il fait des études classiques au Lycée-collège de l'Abbaye de Saint-Maurice. Durant cette période, il est interne à Saint-Maurice et conserve de ces années de formation de vifs souvenirs qui feront l'objet d'un roman : Les Chevaux de la pluie. Il étudie ensuite les lettres aux universités de Lausanne, de Fribourg et de Genève.

### Parcours professionnel
Il est enseignant de philosophie au collège Rousseau, école de maturité à Genève, de 1978 à 2013, et chroniqueur dans divers journaux[réf. nécessaire]. 
Progressivement en désaccord avec l’institution scolaire, il quitte son poste et bénéficie d'une retraite anticipée du personnel de l'État[réf. nécessaire].

### Parcours littéraire
Il a également publié plus d’une vingtaine de livres en vingt ans. 
Il donne de nombreuses critiques et chroniques dans divers journaux : Journal de Genève, Tribune de Genève, La Liberté, Scènes Magazine, La Gruyère, Le Passe-Muraille et Le Nouvelliste.

### Parcours politique
Il est membre du Parti libéral-radical (du Parti radical jusqu'à la fusion en 2011).
Il est élu député au Grand Conseil du canton de Genève en 2009 et réélu à deux reprises. Le 15 mai 2018, il est élu président de l'hémicycle.

### Profil politique
En 2016, il relaie le conflit entre la mosquée de Genève et le collège et école de commerce André-Chavanne au sujet des heures de sport en extérieur des élèves en déposant une interpellation par laquelle il demande pourquoi les cours d'endurance pour les jeunes filles ne sont pas dispensés à l'extérieur au même titre que ceux réservés aux garçons.
Il s’est engagé pour l’école publique et a présidé l'association « Refaire l'école » (ARLE), : mise sur pied du nouveau système de maturité[réf. nécessaire] ; il a réussi à maintenir les notes évaluatives dans les classes en lançant un référendum avec succès ; il s’est opposé à la « rectification » de l’orthographe. Par ailleurs, il s’est battu pour interdire de se dissimuler le visage dans l’espace public.
 (31UTCp30UTC09bTue, 03 Sep 2024 13:31:31 +0000UTC 2024).

## Œuvres

### Romans
- Marie la nuit, roman, Éditions de l'Aire, Lausanne, 1987
- Présence de Jacques Mercanton, essai, l'Aire, Lausanne, 1989
- Euryclès d'Athènes, roman, l'Aire, Lausanne, 1989
- Les Chevaux de la pluie, roman, l'Aire, Lausanne 1991[14],[15]. Prix littéraire de la société genevoise des écrivains 1990[16], Prix Rambert 1992[17]
- Le Sixième Jour, roman, Éditions L'Âge d'Homme, Lausanne, 1993[18]
- Les Vaisseaux d'Ulysse, roman, l'Âge d'Homme, Lausanne, 1994
- Une journée chez Épicure, roman, Éditions Brepols, Paris, 1996
- Croquemitaine, roman, L'Âge d'Homme, Lausanne 1999
- Le Bibliothécaire, roman, L'Âge d'Homme, Lausanne, 2003 ; rééd. Poche-Suisse 2005
- Pour l'amour des dieux, roman, Éditions Favre, Lausanne, 2005, 416 p.[19]
- L'Anneau de Nabatène, roman, L'Âge d'Homme, Lausanne, 2007
- Rejoindre l'horizon, roman, L'Âge d'Homme, Lausanne, 2008
- Raconte-moi la route, récit, Slatkine, Genève, 2020
- Les chauves-souris de Thèbes, roman, paru en feuilleton, été 2023, sur www.jeanromain.ch et Facebook

### Nouvelles
- Le Pont, nouvelle illustrée par R. Æschlimann, l'Aire, Lausanne, 1988
- Anatole / Partance / Le Rocher / Délivrance / Dans la main du Rhône / Mardjaneh, six nouvelles mises en ondes par la Radio Suisse Romande, 1997
- Sept souvenirs, in Les croissants sont meilleurs le dimanche, textes réunis par Gil Caraman, l'Aire, Lausanne, 1990

### Essais
- Jacques Mercanton, un univers romanesque, essai, Éditions Universitaires, Fribourg, 1991
- La Dérive émotionnelle, essai sur une époque en désarroi, l'Âge d'Homme, Lausanne, 1998 Réédition en Poche-Suisse, No 177, 1998
- Le Temps du vin, in Célébration du vin, essai, l'Aire, Vevey, 1999
- Le Temps de la déraison ou l'Illusion contemporaine, essai, l'Âge d'Homme, Lausanne, 2000
- Lettre ouverte à ceux qui croient encore en l'école, L'Âge d'Homme, Lausanne, 2001
- C'est parce que je suis d'ici que je suis d'ailleurs, in Dans le palais des glaces de la littérature romande, essai, Éd. Rodopi, Amsterdam ? New York, 2002
- Pour qui sonne le même, précédé de Accrocs, essais, éditions Xenia, Vevey, 2006, préface de Pascal Décaillet[20]
- Ploukitudes, essai, avec Stéphane Berney, Slatkine, Genève, 2017
- Est-ce ainsi que les hommes vivent ? in Je ne laisserai jamais dire que ce n'est pas la plus belle chanson du monde t.2, Éd. Cousu Mouche, 2018
- L’Occident malade du wokisme, une épopée de la déraison, avec Jean-Claude Pont, Sierre, 2024

### Entretiens
- Pascal Couchepin. Je crois à l'action politique. Entretiens, 2002. Parution en allemand Ich glaube an die Politik à la NZZ Verlag, Zurich, 2002 et en italien La politica torni protagonista, chez Giampiero Casagrande, Lugano-Milano, 2003

## Distinctions
- 1989 : Prix de la Fondation Henri Gaspoz
- 1990 : Prix Hermann Ganz de la Société suisse des écrivains
- 1990 : Prix littéraire de la Société genevoise des écrivains
- 1992 : Prix Rambert
- 1998 : Prix Genève-Montréal